# Paspalidium
Paspalidium är ett släkte av gräs. Paspalidium ingår i familjen gräs.

## Bildgalleri

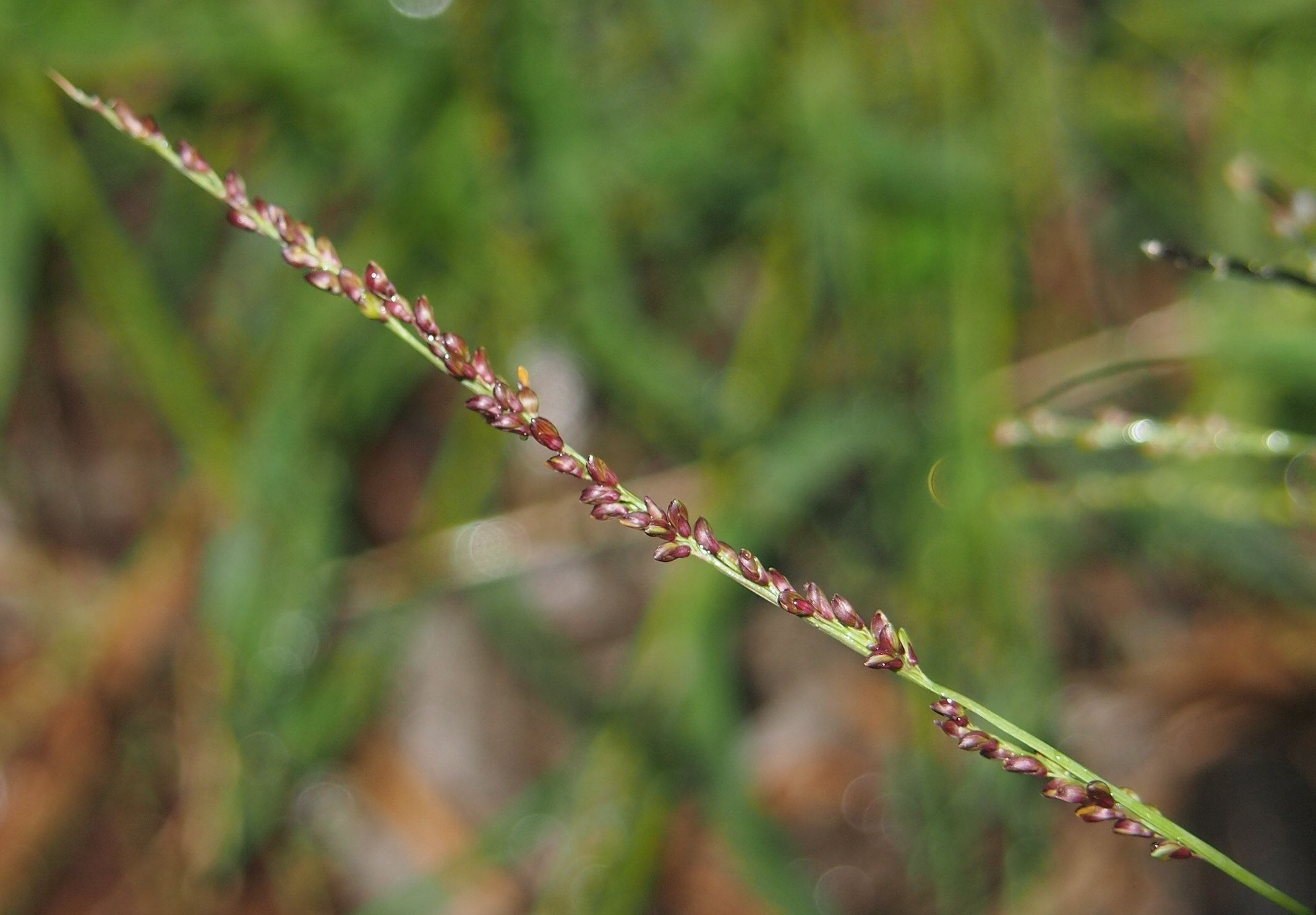
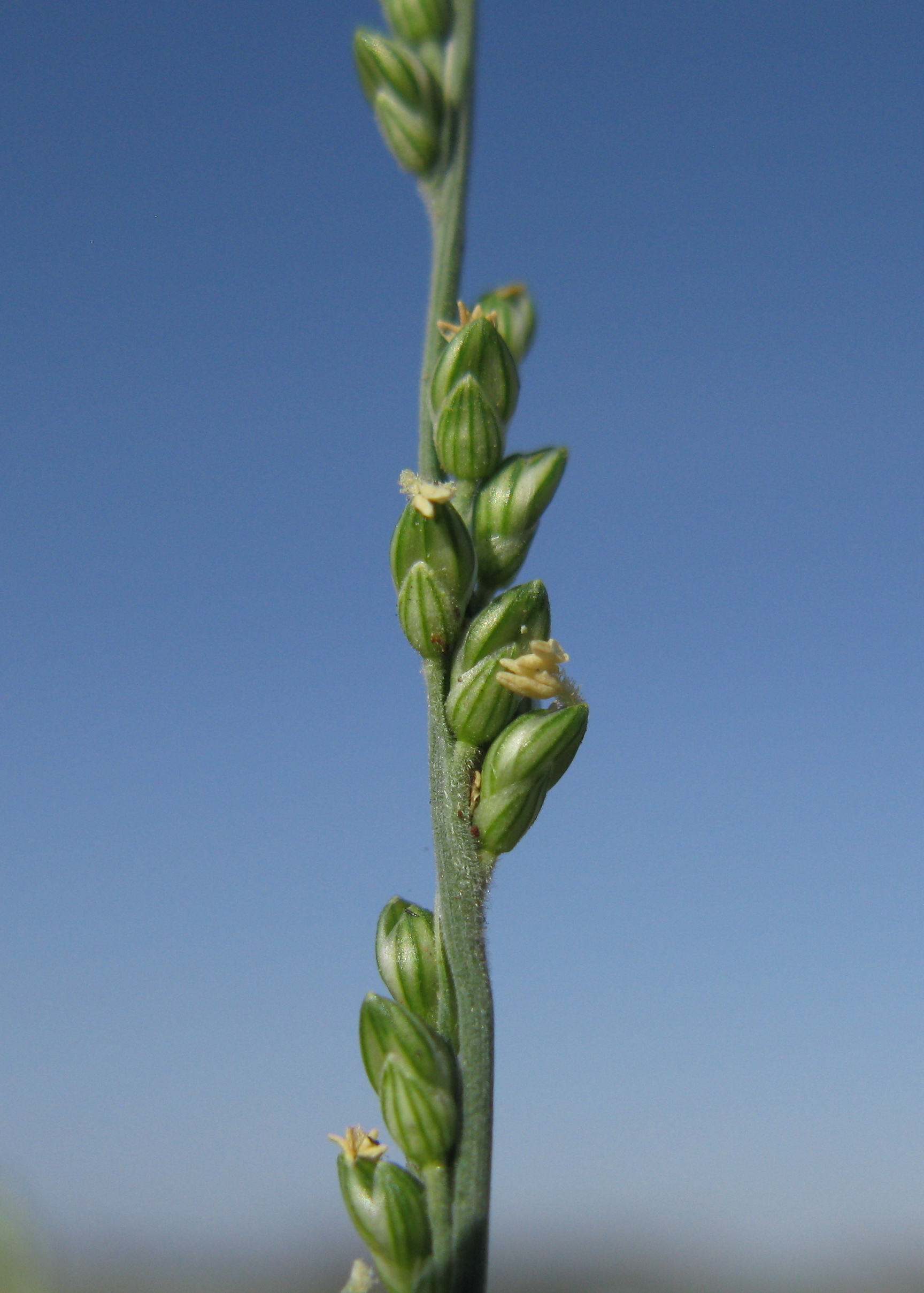
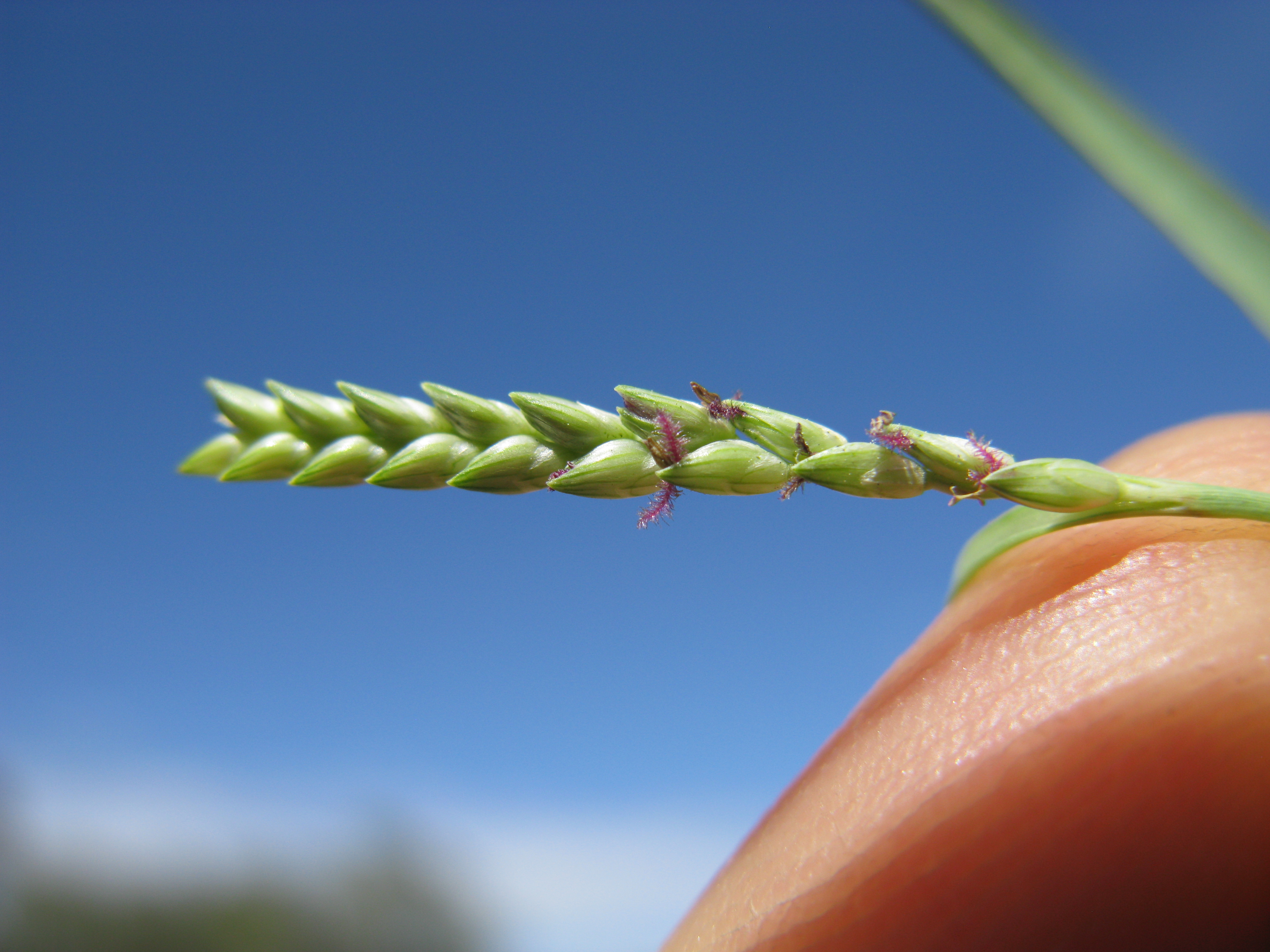
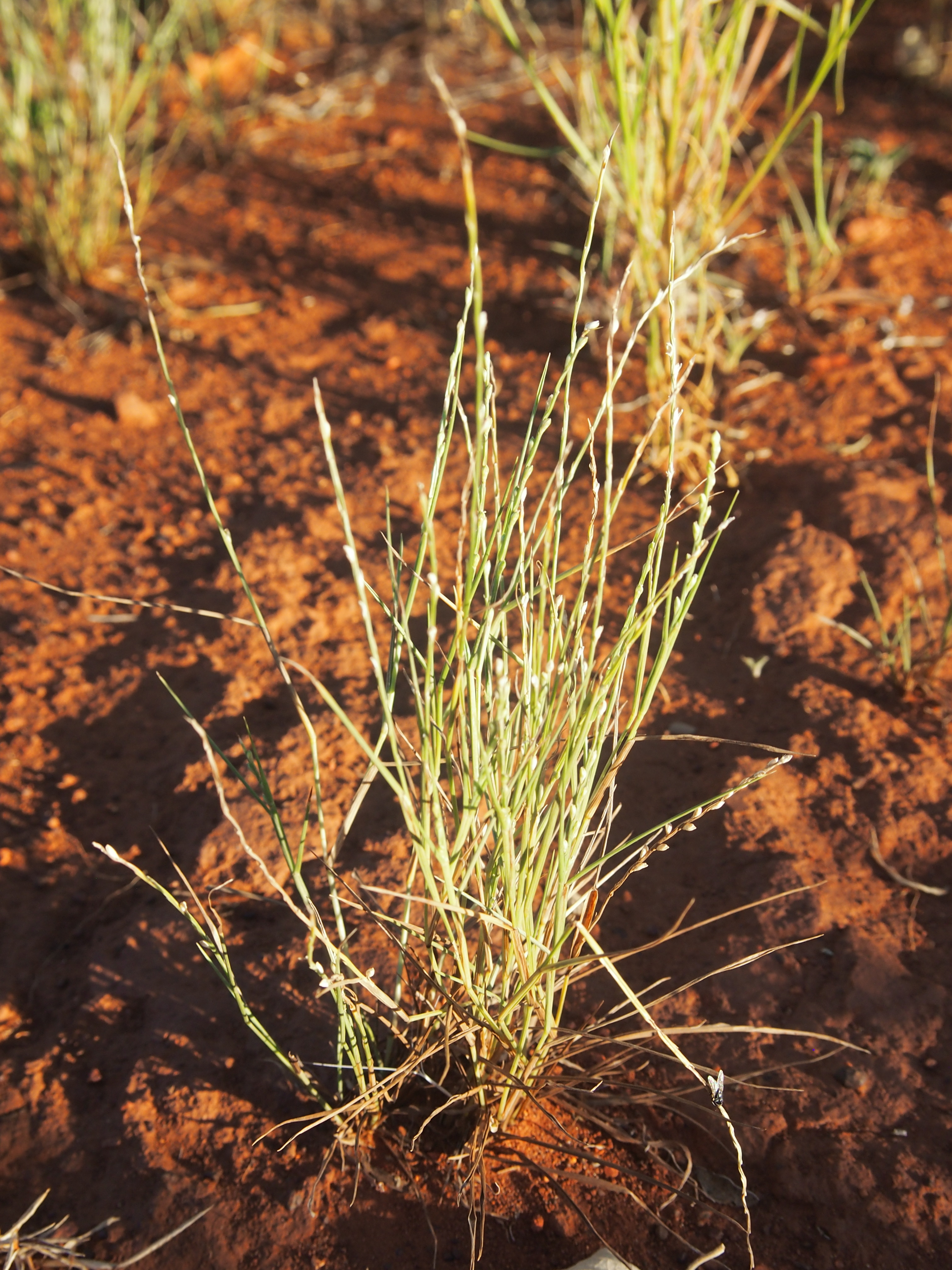
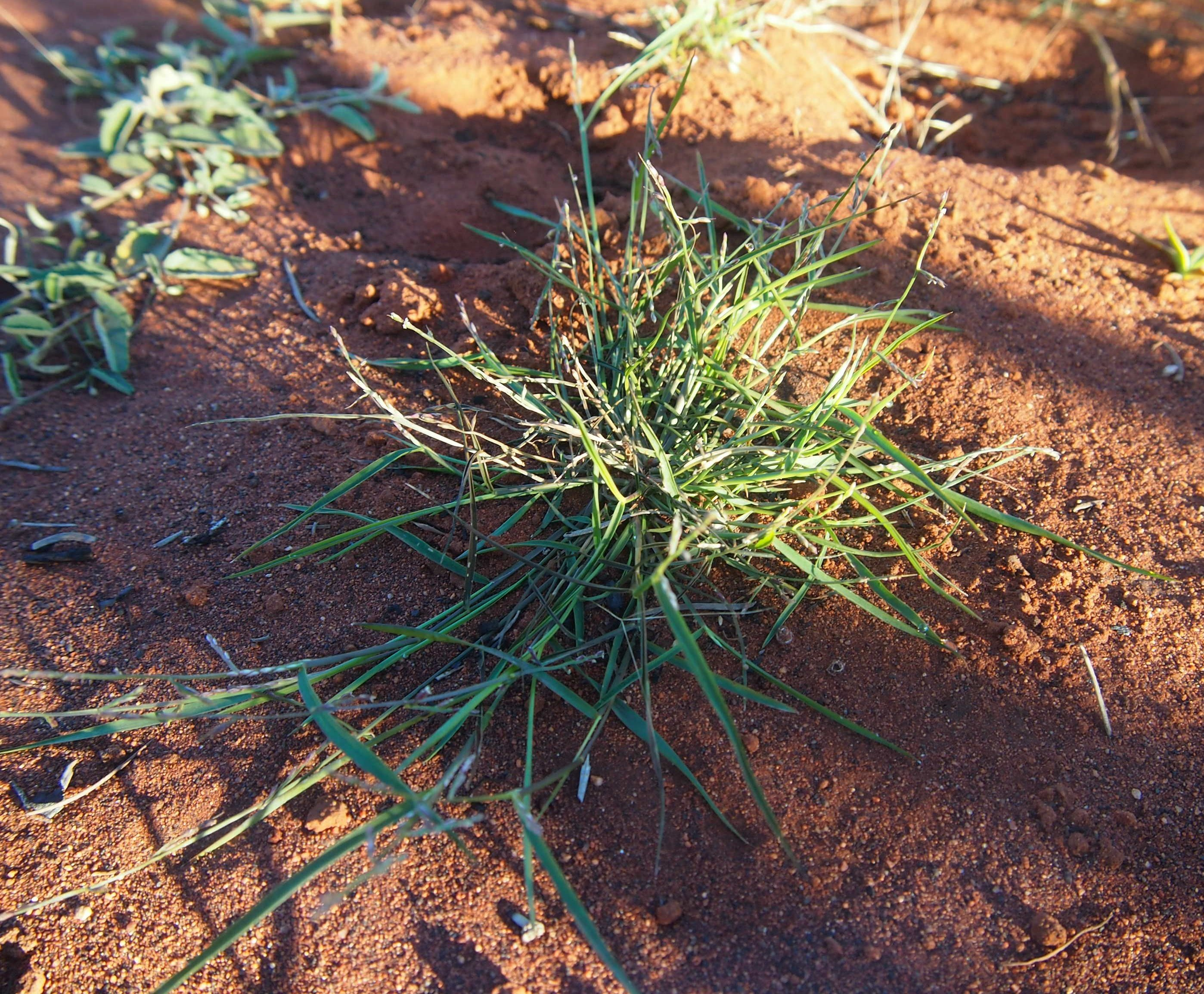
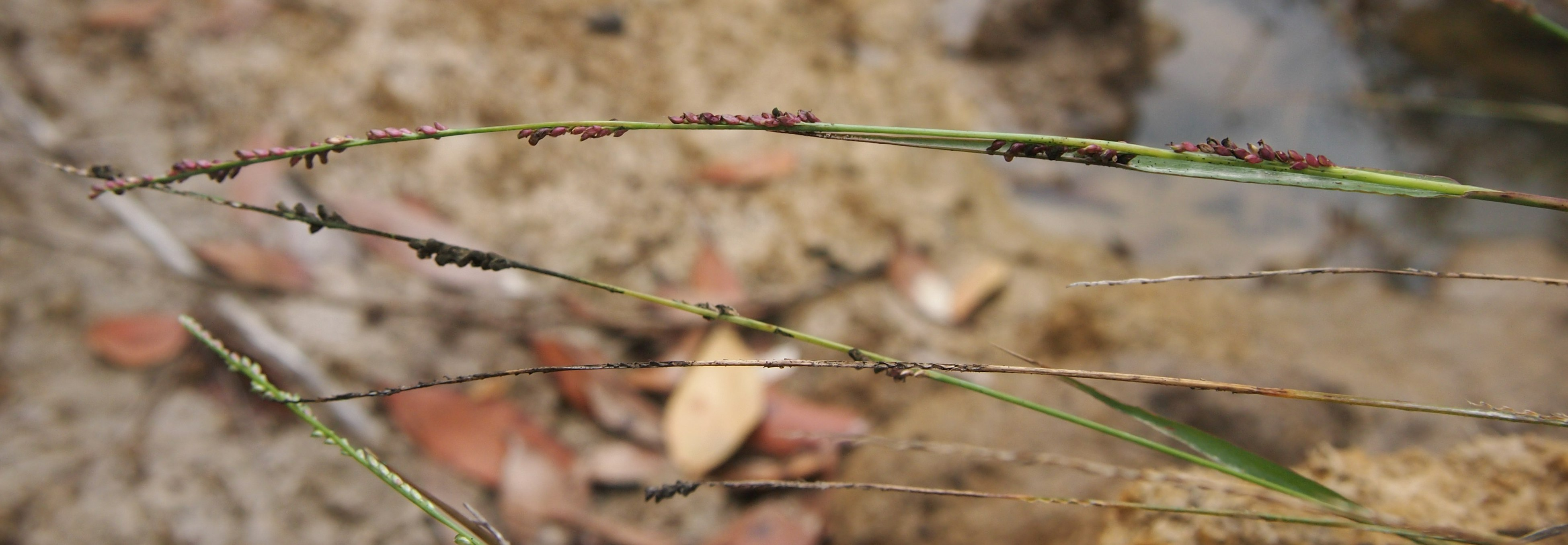

## Dottertaxa tillPaspalidium, i alfabetisk ordning[1]
- Paspalidium albovillosum
- Paspalidium aversum
- Paspalidium basicladum
- Paspalidium breviflorum
- Paspalidium caespitosum
- Paspalidium chapmanii
- Paspalidium clementii
- Paspalidium constrictum
- Paspalidium criniforme
- Paspalidium desertorum
- Paspalidium disjunctum
- Paspalidium distans
- Paspalidium distantiflorum
- Paspalidium elegantulum
- Paspalidium flavidum
- Paspalidium gausum
- Paspalidium geminatum
- Paspalidium globoideum
- Paspalidium gracile
- Paspalidium grandispiculatum
- Paspalidium jubiflorum
- Paspalidium leonis
- Paspalidium obtusifolium
- Paspalidium ophiticola
- Paspalidium pradanum
- Paspalidium punctatum
- Paspalidium rarum
- Paspalidium reflexum
- Paspalidium retiglume
- Paspalidium scabrifolium
- Paspalidium spartellum
- Paspalidium subtransiens
- Paspalidium tabulatum
- Paspalidium udum
- Paspalidium utowanaeum